# «Осада Мекки» — Забытое восстание в главной исламской святыне и рождение Аль-Каиды
«Осада Мекки» — Забытое восстание в главной исламской святыне и рождение Аль-Каиды (англ. The Siege of Mecca: The Forgotten Uprising in Islam's Holiest Shrine and the Birth of Al Qaeda) — документально-публицистическая книга корреспондента The Wall Street Journal Ярослава Трофимова  о теракте в Мекке 20 ноября 1979 года, когда была захвачена главная мусульманская святыня мечеть аль-Харам. Издана в 2007 году.

## История
Ранним утром 20 ноября 1979 года около пятидесяти тысяч верующих собрались на первую молитву исламского Нового Года. Около 500 террористов из группировки «Аль-Масджид аль-Харам» выхватили оружие из-под одежды. Территория огромного комплекса мечети оказалась под полным контролем террористов, среди которых были представители различных мусульманских стран и несколько американских новообращённых. Десятки тысяч верующих оказались в ловушке внутри комплекса. Идейным вдохновителем и организатором захвата был Джухайман аль-Утайби, бывший военнослужащий национальной гвардии Саудовской Аравии. Первым по значимости был соратник Мухаммед аль-Кахтани, бывший духовным и религиозным символом восстания. На следующее утро весь мир знал о событиях в Мекке. Первоначальные подозрения пали на иранских шиитов, которые со своими призывами к экспорту исламской революции как нельзя лучше подходили на эту роль. Шиитская версия стала рассматриваться как основная и в Вашингтоне. Слух о том, что к захвату Мечети причастен американский десант, вызвал бурю возмущения в мусульманских странах.
Сложность в проведении операции доставило то, что ислам запрещает любое насилие в Большой мечети. Верховный муфтий Саудовской Аравии Абдуль-Азиз ибн Баз вынес фетву, которая позволила применить силу для освобождения заложников.
После нескольких неудачных попыток полиции освободить заложников были развёрнуты пехотные и бронетанковые подразделения Саудовской Аравии. Также был задействован пакистанский и французский спецназ, который был доставлен в Мекку по просьбе правительства Саудовской Аравии. 4 декабря 1979 года был проведён окончательный штурм. Объединённые силы использовали танки как тараны ворот мечети и пакистанских спецназовцев, с целью подавления сопротивления распылявших слезоточивый газ. Уцелевшие террористы были захвачены в плен и среди них — сам Джухайман аль-Утайби. Семьи погибших получили щедрую компенсацию, мечеть тут же принялись восстанавливать.
Бой длился более двух недель. Большую роль сыграл французский спецназ ГИГН, под командованием капитана Поля Барриля. По официальным данным, погибли 255 паломников, военных и террористов, 560 человек было ранено. По мнению многих, потерь было намного больше. 68 террористов, захваченных живыми, были впоследствии казнены, в том числе и «правая рука» Кахтани — Джухайман аль-Утейби.

## Описание
Книга корреспондента The Wall Street Journal Ярослава Трофимова дала первый подробный отчёт об этой осаде. Книга основана на интервью с выжившими участниками и очевидцами, в том числе бывшими сторонниками террористов Джухаймана аль-Утайби, а также сотнями рассекреченных документов США, Великобритании и Франции. Книга из 320 страниц издана в 2007 году.